# Meglio se stai zitta
Meglio se stai zitta è un cortometraggio del 2013 diretto da Elena Burika.
Il film è stato presentato allo Short Film Corner del Festival di Cannes 2013 e l'intero cast femminile ha vinto il premio Stella per la migliore attrice protagonista del festival Capalbio Cinema